# Filipendula angustiloba
Filipendula angustiloba là loài thực vật có hoa trong họ Hoa hồng. Loài này được (Turcz.) Maxim. mô tả khoa học đầu tiên năm 1879.